# Maledetta fortuna
Maledetta fortuna (Strange Luck) è una serie televisiva statunitense in 17 episodi del 1995. Negli Stati Uniti la serie andò onda su Fox dal 1995 al 1996 per un totale di diciassette episodi prodotti prima di essere annullata a causa dei bassi ascolti. Repliche sono state trasmesse su Sci Fi Channel nel 1997. In Italia la serie è andata in onda nell'estate del 1996 su Canale 5.
L'autore della colonna sonora è Mark Mothersbaugh, ex componente dei Devo, band del genere punk rock.	

## Trama
Chance Harper, un fotografo freelance, è scampato da bambino per un miracolo ad un incidente aereo. Da quel momento si trova sempre nel posto sbagliato al momento giusto e gli capitano di continuo casi inusuali. Come dice Chance: "Se vado in un ristorante, soffoca qualcuno. Se vado in una banca, avviene una rapina". Nel corso della stagione scopre che suo fratello, che lui credeva morto nell'incidente aereo, in realtà è ancora vivo.

## Personaggi
- Chance Harper, interpretato da D.B. Sweeney.
- Angie, interpretata da Frances Fisher. Cameriera del Blue Plate, il locale preferito di Chance.
- Audrey Westin, interpretata da Pamela Gidley. È la fidanzata e capufficio di Chance.
- Dr.ssa Anne Richter, interpretata da Cynthia Martells. Psichiatra della polizia, amica di Chance.
- Aide, interpretato da Kasper Michaels
- Uomo sul bus, interpretato da Ted Darling.
- Giocatore di polo, interpretato da Eddie Hardy..
- Donna suicida, interpretata da Saxon Trainor.

## Episodi
| Stagione       | Episodi | Prima TV originale |
| -------------- | ------- | ------------------ |
| Prima stagione | 17      | 1995-1996          |